# Чернооково (Шуменська область)
Черноо́ково (болг. Чернооково) — село в Шуменській області Болгарії. Входить до складу общини Вирбиця.

## Населення
За даними перепису населення 2011 року у селі проживали 577 осіб.
Національний склад населення села:
| Національність   | Кількість осіб | Відсоток |
| ---------------- | -------------- | -------- |
| турки            | 546            | 98,4%    |
| болгари          | 4              | 0,7%     |
| цигани           | 0              | 0%       |
| Всього відповіли | 555            |          |

Розподіл населення за віком у 2011 році:
Динаміка населення: